# Christian Borchgrevink
Pour les articles homonymes, voir Borchgrevink.
Christian Borchgrevink, né le 11 mai 1999 à Oslo en Norvège, est un footballeur norvégien qui évolue au poste d'arrière droit au Heart of Midlothian FC.

## Biographie

### En club
Natif de Oslo en Norvège, Christian Borchgrevink est formé par le Vålerenga Fotball. Le 15 mars 2017 il signe son premier contrat professionnel avec son club formateur. Il joue son premier match en professionnel le 26 avril 2017 face à Gran IL, lors d'une rencontre de coupe de Norvège. Il entre en cours de partie lors de cette rencontre remportée largement par son équipe sur le score de huit buts à zéro. Il joue son premier match dans l'Eliteserien en étant titularisé face au SK Brann, le 24 septembre 2017. Vålerenga s'impose ce jour-là sur le score de deux buts à un.
Il est prêté à deux reprises dans des équipes évoluant dans des divisions inférieures, à l'Ham-Kam en 2018 puis à Notodden FK en avril 2019.
Il fait ensuite son retour à Vålerenga pour la deuxième partie de saison après son passage à Notodden FK. Il inscrit son premier but dans l'élite du football norvégien le 1er septembre 2019 contre le Rosenborg BK. Entré en jeu à la place d'Amin Nouri, il inscrit le but égalisateur qui permet à son équipe d'obtenir le point du match nul (1-1 score final).
En avril 2022, Borchgrevink est victime d'une blessure au genou nécessitant une opération. Il est écarté des terrains pour plusieurs mois.
Borchgrevink fait son retour à la compétition 18 mois après sa dernière apparition, avec l'équipe B du club, puis quelques jours plus tard, le 15 juillet 2023, avec l'équipe première lors d'une rencontre de championnat perdue face au Molde FK (0-4 score final).

### En sélection
Borchgrevink représente l'équipe de Norvège des moins de 18 ans, jouant au total sept matchs avec cette sélections, tous en 2017, et marquant un but.
Il est sélectionné avec l'équipe de Norvège des moins de 20 ans pour participer à la coupe du monde des moins de 20 ans en 2019 qui se déroule en Pologne. Il est titulaire au poste d'arrière droit lors de ce tournoi, jouant tous les matchs de son équipe, et se distingue en marquant un but face à l'Uruguay le 24 mai (défaite 3-1 des Norvégiens). Son équipe ne parvient pas à sortir de la phase de groupe.
Le 15 novembre 2019 Christian Borchgrevink joue son premier match avec l'équipe de Norvège espoirs face à Chypre. Il est titularisé lors de cette rencontre remportée par son équipe sur le score de deux buts à un.